# Merten
Merten é uma comuna francesa na região administrativa de Grande Leste, no departamento de Mosela. Estende-se por uma área de 5,23 km². Em 2010 a comuna tinha 1 520 habitantes (densidade: 290,6 hab./km²).